# Herbert Ganslmayr
Herbert Ganslmayr, auch Herbert Ganslmayer, (* 1937; † 27. April 1991 in Athen) war ein deutscher Ethnologe. Von 1975 bis 1991 war er Direktor des Überseemuseums in Bremen.

## Leben
Ganslmayr studierte Pädagogik, Ethnologie, Ägyptologie und Alte Geschichte in München und Basel. Nach seiner Promotion in München 1969 mit der Dissertation Das Krokodil im Kult und Mythus afrikanischer Stämme arbeitete als Dozent für Ethnologie an der Universität München und betrieb Feldstudien im südlichen Nigeria. Nach einer Tätigkeit als Kurator am Bremer Überseemuseum erhielt er dort 1975 die Stelle des Direktors.
Im International Committee for Museums of Ethnography (ICME), einer Unterorganisation des International Council of Museums (ICOM), nahm Gansmyr verschiedene prominente Funktionen ein, unter anderem als Vorsitzender des ICME von 1974 bis 1980 sowie von 1986 bis zu seinem Tode. Im ICOM war er unter anderem von 1980 bis 1986 Vorsitzender des Beirates (Advisory Committee).
Herbert Ganslmayr setzte sich ein für eine aktive Rolle von ethnologischen Museen (Völkerkundemuseen) bei der aktuellen Entwicklung von Ländern der südlichen Hemisphäre. Zugleich sah er als eine Aufgabe der ethnographischen Museen in den Industrieländern auch die Aufklärung über die gegenwärtige Situation in den Entwicklungsländern vor. Das Bremer Überseemuseum engagierte sich unter seiner Leitung in diesem Sinne.
Ganslmayr war ein entschiedener Verfechter der Rückgabe geraubten Kulturgutes.  Er starb 1991 während einer Konferenz der UNESCO, die sich mit der Rückgabe von geraubtem Kulturgut an die Herkunftsländer beschäftigte.

## Veröffentlichungen (Auswahl)
- Das Krokodil im Kult und Mythus afrikanischer Stämme. München 1969 (Hochschulschrift; München, Philosophische Fakultät, Dissertation vom 30. Juni 1969)
- mit Jacques Maquet: Kindlers Kulturgeschichte. Teil Afrika. Die schwarzen Zivilisationen. [Aus dem Französischen übersetzt von Ingrid Ganslmayr und durch Beiträge von Herbert Ganslmayr erweitert], Kindler, Zürich 1970
- mit Jacques Maquet: Afrika. Die schwarzen Zivilisationen. [von Ingrid Ganslmayr übersetzt und durch Beiträge von Herbert Ganslmayr erweitert], Magnus-Verlag, Essen 1975
- [als Hrsg.:] Gedenkschrift Gustav Nachtigal. 1874 – 1974. Übersee-Museum, Bremen 1977
- mit Jacques Maquet: Die Afrikaner. Völker und Kulturen des Schwarzen Kontinents. Taschenbuchausgabe. Heyne, München 1978; ISBN 3-453-00889-8
- [als Hrsg.:] Ibiza-Studien. Übersee-Museum, Bremen 1978
- [als Hrsg.:] mit Otto Heigl: Von James Baldwin zum Free Southern Theater. Positionen schwarzamerikanischer Dramatik im soziokulturellen Kontext der USA. Übersee-Museum, Bremen 1979
- [Wissenschaftl. Bearb.:] Kunst aus Zaire. Masken und Plastiken aus der Nationalsammlung Inst. des Musées Nationaux du Zaire (IMNZ). Ausstellung des Übersee-Museums und der Berliner Festspiele GmbH vom 5. Januar – 7. April 1980 im Übersee-Museum Bremen. [Katalogtext: Lema Gwete. Ms.: Makoso Bingulu. Übers.: Ute Becker u. a.], Übersee-Museum, Bremen 1980; ISBN 3-921749-17-4
- mit Gert von Paczensky: Nofretete will nach Hause. Europa – Schatzhaus der "Dritten Welt". Bertelsmann, München 1984
- [als Hrsg.:] Protocoles et acte général de la Conférence de Berlin. 1884 – 1885. Kongokonferenz 1884 - 1885, Berlin. Übersee-Museum, Bremen 1984; ISBN 3-88299-042-2
- [mit Alexandros Pistofidis als Hrsg.:] Aphrodites Schwestern und christliches Zypern. 9000 Jahre Kultur Zyperns. Ausstellungskatalog Übersee-Museum Bremen. [Übersetzung: U. Braun u. a.; Kataloggestaltung: H. Albers; B. Wenzel], Eichborn, Frankfurt/Main 1987; ISBN 3-8218-1717-8
- mit Manfred O. Hinz und Hartmut Müller: Weiss auf schwarz. Kolonialismus, Apartheid und afrikanischer Widerstand. Elefanten Press, Berlin, 2., aktualisierte Auflage 1986; ISBN 3-88520-135-6